# 3G
Cet article concerne la téléphonie mobile. Pour les autres significations, voir 3G (homonymie).

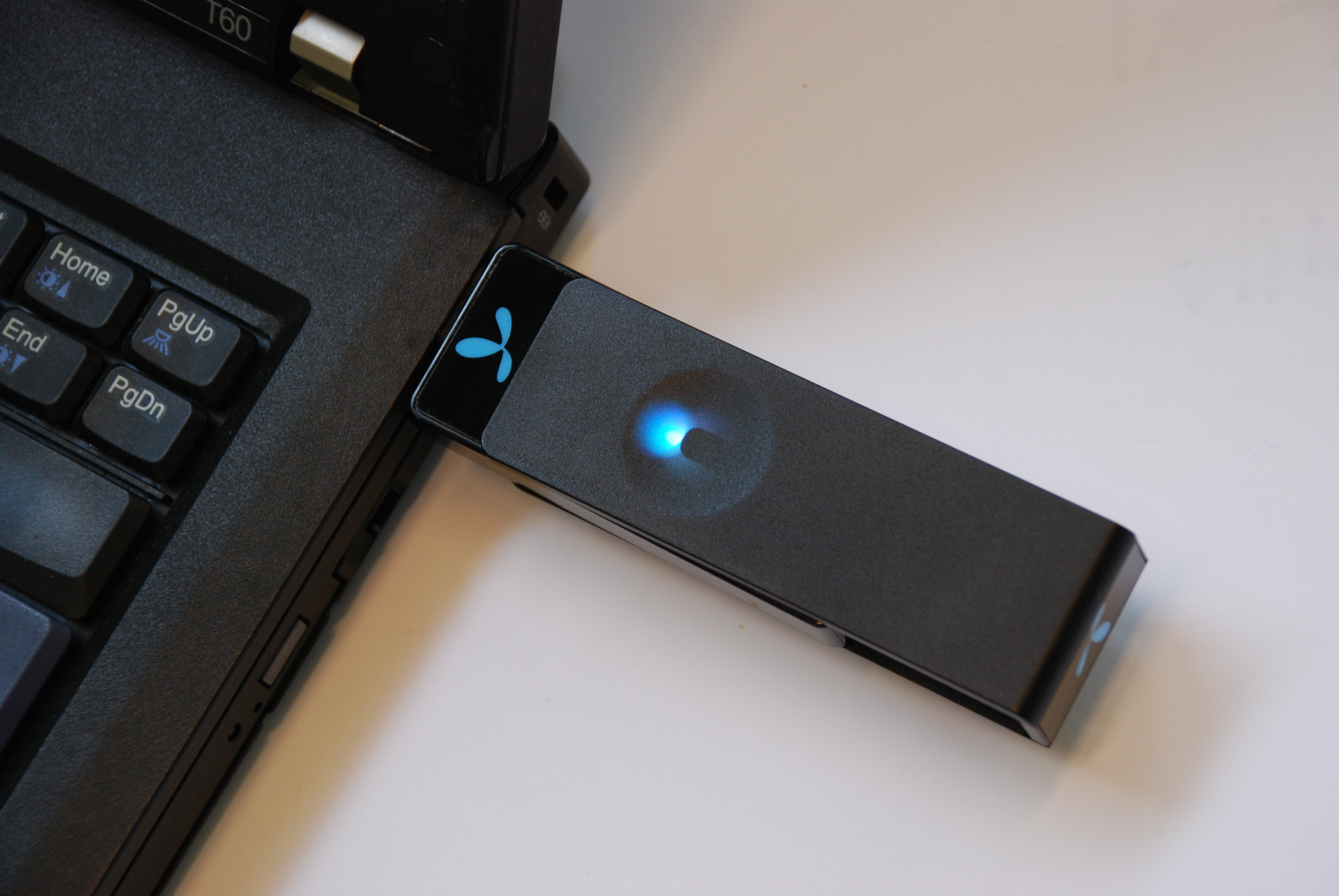
Un modem USB 3G branché sur un ordinateur portable pour permettre une connexion mobile à internet.

Apparue en 2000, la troisième génération (3G) (suivie par la 4G) désigne une famille de normes de réseau de téléphonie mobile. Elle est représentée principalement par les normes Universal Mobile Telecommunications System (UMTS) et CDMA2000, permettant des débits (de 2  à   42 Mb/s permis par la dernière génération des réseaux UMTS : l'HSPA+ DC) qui sont bien plus rapides que la génération précédente, par exemple le GSM.
Les premières applications grand public de la 3G sont l'accès à Internet, le visionnage de vidéos, voire d'émissions de télévision et la visiophonie.